# Eaunes
Eaunes este o comună în departamentul Haute-Garonne din sudul Franței. În 2009 avea o populație de 4.634 de locuitori.

## Evoluția populației
| An        | 1975  | 1982  | 1990  | 1999  | 2006  | 2009  |
| --------- | ----- | ----- | ----- | ----- | ----- | ----- |
| Populație | 1.488 | 2.347 | 2.550 | 3.389 | 4.132 | 4.634 |